# Toos Bax

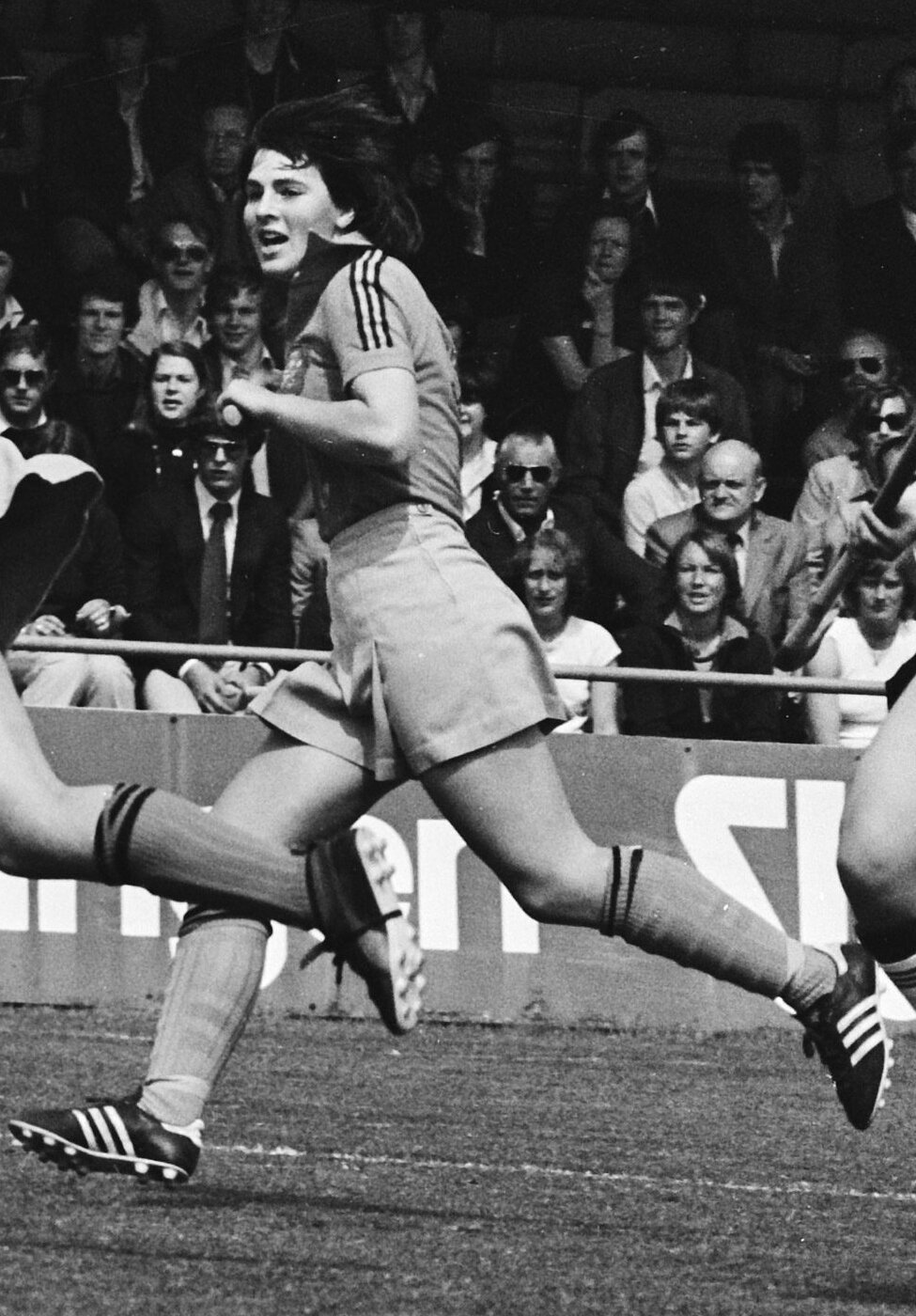
Toos Bax (1978)

Toos Bax (* 27. Juni 1947 in Amsterdam) ist eine ehemalige niederländische Hockeyspielerin. Sie gewann mit der niederländischen Nationalmannschaft die Weltmeistertitel 1974 und 1978.

## Sportliche Karriere
Toos Bax trat von 1972 bis 1981 in 103 Länderspielen für die niederländische Nationalmannschaft an. Die Mittelfeldspielerin erzielte 45 Länderspieltore.
Toos Bax nahm 1974 an der ersten offiziellen Weltmeisterschaft der Damen teil. Die Niederländerinnen waren in der Vorrunde Zweite hinter der indischen Mannschaft und siegten im Halbfinale mit 1:0 über die Deutschen. Die niederländische Mannschaft gewann den Titel durch ein 1:0 im Finale gegen die Argentinierinnen. Bei der Weltmeisterschaft 1976 erhielten die Niederländerinnen die Bronzemedaille, nachdem sie im Halbfinale gegen die Argentinierinnen im Siebenmeterschießen verloren hatten. Zwei Jahre später bei der Weltmeisterschaft 1978 in Madrid gewannen die Niederländerinnen in ihrer Vorrundengruppe alle vier Spiele und besiegten im Halbfinale die belgische Mannschaft mit 6:0. Im Finale bezwangen sie die Deutschen durch ein Tor von Toos Bax mit 1:0. Zum Abschluss ihrer internationalen Karriere nahm Bax 1981 an der Weltmeisterschaft in Buenos Aires teil. Die Niederländerinnen erreichten ungeschlagen das Finale, dort unterlagen sie den Deutschen im Siebenmeterschießen.
1979 nahm Bax, wie schon 1975, auch an der Weltmeisterschaft der International Federation of Women's Hockey Associations (IFWHA) teil, die 1979 in Vancouver ausgetragen wurde. Die Niederländerinnen gewannen den Titel bei dieser Konkurrenzveranstaltung zur Weltmeisterschaft der Fédération Internationale de Hockey (FIH).